# Me and Mr. Johnson
Me and Mr. Johnson ist das 15. Studioalbum von Eric Clapton. Es erschien im März 2004 und ist eine Hommage an den Bluesmusiker Robert Johnson.

## Entstehung und Veröffentlichung
Die Erstveröffentlichung von Me and Mr. Johnson erfolgte am 19. März 2004 bei Reprise Records. Das Album erschien in seiner Originalausführung als CD und Download mit 14 Titeln (Katalognummer: 9362-48730-2). Am 6. Juni 2014 wurde es erstmals als LP veröffentlicht (Katalognummer: 9362-48423-1).
Claptons Biografie zufolge sollten die Aufnahmen eigentlich nicht veröffentlicht werden. Als er zusammen mit seiner Band im Studio war, aber keine Songs für die Aufnahmesession hatte, schlug er vor, einige Johnson-Songs aufzunehmen. Als genügend Stücke zusammen waren, entschied sich Clapton doch, damit ein Album zu veröffentlichen.
Das Album ist ein Tributealbum an den Bluesmusiker Robert Johnson, der alleiniger Urheber aller Lieder ist. Die Produktion erfolgte durch Simon Climie und Eric Clapton.

## Titelliste
1. When You Got a Good Friend – 3:20
2. Little Queen of Spades – 4:57
3. They’re Red Hot – 3:25
4. Me and the Devil Blues – 2:56
5. Traveling Riverside Blues – 4:31
6. Last Fair Deal Gone Down – 2:35
7. Stop Breakin’ Down Blues – 2:30
8. Milkcow’s Calf Blues – 3:18
9. Kind Hearted Woman Blues – 4:06
10. Come on in My Kitchen – 3:35
11. If I Had Possession Over Judgement Day – 3:27
12. Love in Vain – 4:02
13. 32-30 Blues – 2:58
14. Hell Hound on My Trail – 3:51

## Rezeption
Allmusic-Kritiker Stephen Thomas Erlewine vergab dreieinhalb von möglichen fünf Bewertungseinheiten für das Album. Im März 2004 bewertete Chris Willman von Entertainment Weekly das Album mit der Note „B+“. Laut der Musikzeitschrift Uncut überzeuge Clapton mit seinem Bluesgesang mehr als auf From the Cradle. Die Songs seien ebenfalls sehr gut ausgewählt. Edna Gundersen von USA Today bezeichnete Claptons Verständnis und Interpretation für den Blues als „anmutig“.

## Kommerzieller Erfolg

### Chartplatzierungen
Das Album erreichte Platz fünf der Albumcharts in Österreich. Auf den Rängen sieben und acht positionierte sich das Album in der Schweiz und in Deutschland. Im Vereinigten Königreich belegte Me and Mr. Johnson Platz zehn der britischen Albumcharts. In den Vereinigten Staaten erreichte das Album Platz sechs der Billboard 200, Platz eins der Top-Blues-Album-Charts und Platz sechs der Top-Internet-Album-Charts. 2004 belegte das Album in Kanada Platz drei der Top-Canadian-Album-Charts.
| ChartsChartplatzierungen       | Höchstplatzierung | Wochen |
| ------------------------------ | ----------------- | ------ |
| Deutschland (GfK)              | 8 (10 Wo.)        | 10     |
| Österreich (Ö3)                | 5 (9 Wo.)         | 9      |
| Schweiz (IFPI)                 | 7 (11 Wo.)        | 11     |
| Vereinigte Staaten (Billboard) | 6 (18 Wo.)        | 18     |
| Vereinigtes Königreich (OCC)   | 10 (8 Wo.)        | 8      |

| ChartsJahrescharts (2004)      | Platzierung |
| ------------------------------ | ----------- |
| Vereinigte Staaten (Billboard) | 137         |

### Auszeichnungen für Musikverkäufe
Me and Mr. Johnson wurde mit 4× Gold und 1× Platin ausgezeichnet.
| Land/Region                  | Auszeichnungen für Musikverkäufe (Land/Region, Auszeichnung, Verkäufe) | Verkäufe |
| ---------------------------- | ---------------------------------------------------------------------- | -------- |
| Japan (RIAJ)                 | Gold                                                                   | 100.000  |
| Kanada (MC)                  | Gold                                                                   | 50.000   |
| Ungarn (MAHASZ)              | Platin                                                                 | 20.000   |
| Vereinigte Staaten (RIAA)    | Gold                                                                   | 563.000  |
| Vereinigtes Königreich (BPI) | Gold                                                                   | 100.000  |
| Insgesamt                    | 4× Gold · 1× Platin ·                                                  | 833.000  |

Hauptartikel: Eric Clapton/Auszeichnungen für Musikverkäufe